# Alf Wiesel
Alf Harald Wiesel, född 1 augusti 1922 i Uppsala, död 4 november 1958 i Stockholm, var en svensk målare, grafiker och tecknare. 
Wiesel studerade vid Beckmans reklamskola och vid Kungliga konsthögskolan i Stockholm 1947–1952. Separat ställde han bland annat ut på Studio Pegasus i Stockholm 1954 och han medverkade i Nationalmuseums utställning Unga tecknare 1952 samt i en grupputställning på Galleri 52 i Stockholm 1952. Hans konst består av geometriska abstraktioner och landskapsskildringar från Gotland och Torsö i Stockholms skärgård.
Alf Wiesel är begravd på Lidingö kyrkogård.